# Élections législatives partielles au cours de la IIe législature de la Cinquième République française
Des élections législatives partielles ont eu lieu durant la IIe législature de l'Assemblée nationale.

## Liste
| #  | Dates de l’élection | Circonscription           | Député élu lors des élections législatives de 1962 | Parti | Parti   | Groupe  | Député élu ou réélu lors de l'élection partielle | Parti | Parti   | Groupe  | Raison de la tenue d'une élection partielle                        |
| -- | ------------------- | ------------------------- | -------------------------------------------------- | ----- | ------- | ------- | ------------------------------------------------ | ----- | ------- | ------- | ------------------------------------------------------------------ |
| 1  | 24 et 31 mars 1963  | 1re de Corse              | Antoine Sérafini                                   |       | UNR-UDT | UNR-UDT | Antoine Sérafini                                 |       | UNR-UDT | UNR-UDT | Élection de novembre 1958 invalidée par le Conseil constitutionnel |
| 2  | 5 mai 1963          | 52e de la Seine           | Marie-Claude Vaillant-Couturier                    |       | PCF     | COM     | Marie-Claude Vaillant-Couturier                  |       | PCF     | COM     | Élection de novembre 1958 invalidée par le Conseil constitutionnel |
| 3  | 5 mai 1963          | 1re La Réunion            | Gabriel Macé                                       |       | UNR-UDT | UNR-UDT | Michel Debré                                     |       | UNR-UDT | UNR-UDT | Élection de novembre 1958 invalidée par le Conseil constitutionnel |
| 4  | 5 mai 1963          | 2e La Réunion             | Marcel Vauthier                                    |       | SE      | CD      | Marcel Vauthier                                  |       | SE      | CD      | Élection de novembre 1958 invalidée par le Conseil constitutionnel |
| 5  | 5 et 12 mai 1963    | 2e du Gard                | Gilberte Roca                                      |       | PCF     | COM     | Jean Poudevigne                                  |       | SE      | NI      | Élection de novembre 1958 invalidée par le Conseil constitutionnel |
| 6  | 12 mai 1963         | 3e de Corse               | Jean-Paul de Rocca Serra                           |       | DVD     | NI      | Jean-Paul de Rocca Serra                         |       | DVD     | NI      | Élection de novembre 1958 invalidée par le Conseil constitutionnel |
| 7  | 11 juin 1963        | 4e de l'Hérault           | Paul Balmigère                                     |       | PCF     | COM     | Paul Balmigère                                   |       | PCF     | COM     | Élection de novembre 1958 invalidée par le Conseil constitutionnel |
| 8  | 3 juin 1964         | 7e de Meurthe-et-Moselle  | Joseph Nou                                         |       | UNR-UDT | UNR-UDT | Louis Dupont                                     |       | PCF     | COM     | Déchu                                                              |
| 9  | 7 juin 1964         | 1re de Nouvelle-Calédonie | Maurice Lenormand                                  |       | SE      | CD      | Rock Pidjot                                      |       | SE      | CD      | Démission                                                          |
| 10 | 30 août 1964        | Saint-Pierre-et-Miquelon  | Albert Briand                                      |       | SE      | NI      | Albert Briand                                    |       | SE      | NI      | Démission                                                          |
| 11 | 19 septembre 1965   | 11e de la Seine           | Raphaël Touret                                     |       | UNR-UDT | UNR-UDT | Roger Frey                                       |       | UNR-UDT | UNR-UDT | Décès                                                              |
| 12 | 9 janvier 1966      | 9e de la Gironde          | André Lathière                                     |       | UNR-UDT | UNR-UDT | Robert Boulin                                    |       | UNR-UDT | UNR-UDT | Décès                                                              |

## Élections partielles en 1963

### Première circonscription de Corse
| Candidat | Candidat                       | Parti          | Premier tour | Premier tour | Second tour | Second tour |  |
| Candidat | Candidat                       | Parti          | Voix         | %            | Voix        | %           |  |
| --- | ------------------------------ | -------------- | ------------ | ------------ | ----------- | ----------- |  |
| | Antoine Sérafini sortant réélu | UNR-UDT        | 14 667       | 43,32        | 19 659      | 53,56       |  |
| | Pascal Arrighi                 | CR             | 7 405        | 21,87        | Retrait     | Retrait     |  |
| | Noël Franchini                 | PCF            | 5 218        | 15,41        | Retrait     | Retrait     |  |
| | Jean-Baptiste Tomi             | RRRS           | 3 671        | 10,84        | 17 047      | 46,44       |  |
| | Félix Miniconi                 | diss. RRRS     | 2 750        | 8,12         |             |             |  |
| | Décius Bartoli                 | Divers gauche  | 148          | 0,01         |             |             |  |
| |                                |                |              |              |             |             |  |
| Inscrits | Inscrits                       | Inscrits       | 58 530       | 100,00       | 58 537      | 100,00      |  |
| Abstentions | Abstentions                    | Abstentions    | 24 509       | 41,87        | 21 498      | 36,73       |  |
| Votants | Votants                        | Votants        | 34 021       | 58,13        | 37 039      | 63,27       |  |
| Blancs et nuls | Blancs et nuls                 | Blancs et nuls | 162          | 0,48         | 333         | 0,9         |  |
| Exprimés | Exprimés                       | Exprimés       | 33 859       | 99,52        | 36 706      | 99,1        |  |
| Source : France, Ministère de l'intérieur. Les Elections législatives . Métropole., la Documentation française, 1963 (lire en ligne) |                                |                |              |              |             |             |  |

### Cinquante-deuxième circonscription de la Seine
| | Marie-Claude Vaillant-Couturier sortante réélue | PCF            | 26 719 | 57,79  |  |  |  |
| | Jean Bouvet                                     | UNR-UDT        | 9 319  | 20,15  |  |  |  |
| | Antoine Lacroix                                 | SFIO           | 8 527  | 18,44  |  |  |  |
| | Jean Schneider                                  | MRP            | 1 080  | 2,34   |  |  |  |
| | Paul Griffon                                    | Divers         | 592    | 1,28   |  |  |  |
| |                                                 |                |        |        |  |  |  |
| Inscrits | Inscrits                                        | Inscrits       | 68 935 | 100,00 |  |  |  |
| Abstentions | Abstentions                                     | Abstentions    | 22 013 | 31,93  |  |  |  |
| Votants | Votants                                         | Votants        | 46 922 | 68,07  |  |  |  |
| Blancs et nuls | Blancs et nuls                                  | Blancs et nuls | 685    | 1,46   |  |  |  |
| Exprimés | Exprimés                                        | Exprimés       | 46 237 | 98,54  |  |  |  |
| Source : France, Ministère de l'intérieur. Les Elections législatives . Métropole., la Documentation française, 1963 (lire en ligne) |                                                 |                |        |        |  |  |  |

### Première circonscription de La Réunion
| | Michel Debré élu | UNR            | 30 908 | 80,76  |  |  |  |
| | Paul Vergès      | PCR            | 7 365  | 19,24  |  |  |  |
| |                  |                |        |        |  |  |  |
| Inscrits | Inscrits         | Inscrits       | 55 170 | 100,00 |  |  |  |
| Abstentions | Abstentions      | Abstentions    | 16 500 | 29,91  |  |  |  |
| Votants | Votants          | Votants        | 38 670 | 70,09  |  |  |  |
| Blancs et nuls | Blancs et nuls   | Blancs et nuls | 397    | 1,03   |  |  |  |
| Exprimés | Exprimés         | Exprimés       | 38 273 | 98,97  |  |  |  |
| Source : France, Ministère de l'intérieur. Les Elections législatives . Métropole., la Documentation française, 1963 (lire en ligne) |                  |                |        |        |  |  |  |

### Deuxième circonscription de La Réunion
| | Marcel Vauthier sortant réélu | Sans étiquette | 19 519 | 60,13  |  |  |  |
| | Bruny Payet                   | PCR            | 7 936  | 24,45  |  |  |  |
| | Paul Bénard                   | Divers         | 5 008  | 15,43  |  |  |  |
| |                               |                |        |        |  |  |  |
| Inscrits | Inscrits                      | Inscrits       | 53 873 | 100,00 |  |  |  |
| Abstentions | Abstentions                   | Abstentions    | 20 971 | 38,93  |  |  |  |
| Votants | Votants                       | Votants        | 32 902 | 61,07  |  |  |  |
| Blancs et nuls | Blancs et nuls                | Blancs et nuls | 439    | 1,33   |  |  |  |
| Exprimés | Exprimés                      | Exprimés       | 32 463 | 98,67  |  |  |  |
| Source : France, Ministère de l'intérieur. Les Elections législatives . Métropole., la Documentation française, 1963 (lire en ligne) |                               |                |        |        |  |  |  |

### Deuxième circonscription du Gard
| Candidat | Candidat               | Parti          | Premier tour | Premier tour | Second tour | Second tour |  |
| Candidat | Candidat               | Parti          | Voix         | %            | Voix        | %           |  |
| --- | ---------------------- | -------------- | ------------ | ------------ | ----------- | ----------- |  |
| | Jean Poudevigne élu    | Sans étiquette | 21 249       | 57,79        | 31 398      | 57,79       |  |
| | Gilberte Roca sortante | PCF            | 19 741       | 20,15        | 25 012      | 20,15       |  |
| | Pierre Boulot          | UNR            | 8 286        | 18,44        |             |             |  |
| | Jean Sagnes            | SFIO           | 5 167        | 2,34         |             |             |  |
| |                        |                |              |              |             |             |  |
| Inscrits | Inscrits               | Inscrits       | 84 841       | 100,00       |             |             |  |
| Abstentions | Abstentions            | Abstentions    | 26 451       | 31,18        |             |             |  |
| Votants | Votants                | Votants        | 58 390       | 68,82        |             |             |  |
| Blancs et nuls | Blancs et nuls         | Blancs et nuls | 1 980        | 3,39         |             |             |  |
| Exprimés | Exprimés               | Exprimés       | 56 410       | 96,61        |             |             |  |
| Source : France, Ministère de l'intérieur. Les Elections législatives . Métropole., la Documentation française, 1963 (lire en ligne) |                        |                |              |              |             |             |  |

### Troisième circonscription de Corse
| | Jean-Paul de Rocca Serra sortant réélu | Divers droite             | 21 275 | 53,66  |  |  |  |
| | Prosper Alfonsi                        | Radsoc                    | 11 315 | 28,54  |  |  |  |
| | Antoine Pagni                          | Divers gauche             | 3 124  | 7,88   |  |  |  |
| | Paul Bungelmi                          | PCF                       | 2 478  | 6,25   |  |  |  |
| | Jean Mattei                            | Divers droite (Gaulliste) | 1 456  | 3,67   |  |  |  |
| |                                        |                           |        |        |  |  |  |
| Inscrits | Inscrits                               | Inscrits                  | 62 848 | 100,00 |  |  |  |
| Abstentions | Abstentions                            | Abstentions               | 23 029 | 36,64  |  |  |  |
| Votants | Votants                                | Votants                   | 39 819 | 63,36  |  |  |  |
| Blancs et nuls | Blancs et nuls                         | Blancs et nuls            | 171    | 0,43   |  |  |  |
| Exprimés | Exprimés                               | Exprimés                  | 39 648 | 99,57  |  |  |  |
| Source : France, Ministère de l'intérieur. Les Elections législatives . Métropole., la Documentation française, 1963 (lire en ligne) |                                        |                           |        |        |  |  |  |

### Quatrième circonscription de l'Hérault
| | Paul Balmigère sortant réélu | PCF            | 23 000 | 60,79  |  |  |  |
| | André Valabrègue             | UNR            | 14 743 | 38,97  |  |  |  |
| |                              |                |        |        |  |  |  |
| Inscrits | Inscrits                     | Inscrits       | 62 879 | 100,00 |  |  |  |
| Abstentions | Abstentions                  | Abstentions    | 23 453 | 37,3   |  |  |  |
| Votants | Votants                      | Votants        | 39 426 | 62,7   |  |  |  |
| Blancs et nuls | Blancs et nuls               | Blancs et nuls | 1 593  | 4,04   |  |  |  |
| Exprimés | Exprimés                     | Exprimés       | 37 833 | 95,96  |  |  |  |
| Source : France, Ministère de l'intérieur. Les Elections législatives . Métropole., la Documentation française, 1963 (lire en ligne) |                              |                |        |        |  |  |  |

## Élections partielles en 1964

### Septième circonscription de Meurthe-et-Moselle
| Candidat | Candidat          | Parti          | Premier tour | Premier tour | Second tour | Second tour |  |
| Candidat | Candidat          | Parti          | Voix         | %            | Voix        | %           |  |
| --- | ----------------- | -------------- | ------------ | ------------ | ----------- | ----------- |  |
| | Louis Dupont élu  | PCF            | 13 171       | 46,75        | 17 751      | 54,74       |  |
| | Charles Grein     | UNR            | 8 338        | 29,59        | 14 675      | 45,26       |  |
| | Alexandre Caspary | MRP            | 2 304        | 8,18         |             |             |  |
| | Jean Feidt        | SFIO           | 2 122        | 7,53         |             |             |  |
| | René Ansion       | Divers centre  | 1 593        | 5,65         |             |             |  |
| | André Longeot     | PSU            | 647          | 2,30         |             |             |  |
| |                   |                |              |              |             |             |  |
| Inscrits | Inscrits          | Inscrits       | 45 212       | 100,00       | 45 214      | 100,00      |  |
| Abstentions | Abstentions       | Abstentions    | 16 183       | 35,79        | 11 675      | 25,82       |  |
| Votants | Votants           | Votants        | 29 029       | 64,21        | 33 539      | 74,18       |  |
| Blancs et nuls | Blancs et nuls    | Blancs et nuls | 854          | 2,94         | 1 113       | 3,32        |  |
| Exprimés | Exprimés          | Exprimés       | 28 175       | 97,06        | 32 426      | 96,68       |  |
| Source : France, Ministère de l'intérieur. Les Elections législatives . Métropole., la Documentation française, 1968 (lire en ligne) |                   |                |              |              |             |             |  |

### Première circonscription de Nouvelle-Calédonie
|                                                                                   | Rock Pidjot élu   | UC             | 14 407 | 54,31  |  |  |  |
|                                                                                   | Édouard Pentecost | UNR            | 11 578 | 43,65  |  |  |  |
|                                                                                   | Pierre Jeanson    | Divers gauche  | 540    | 2,04   |  |  |  |
|                                                                                   |                   |                |        |        |  |  |  |
| Inscrits                                                                          | Inscrits          | Inscrits       | 36 156 | 100,00 |  |  |  |
| Abstentions                                                                       | Abstentions       | Abstentions    | 9 178  | 25,38  |  |  |  |
| Votants                                                                           | Votants           | Votants        | 26 978 | 74,62  |  |  |  |
| Blancs et nuls                                                                    | Blancs et nuls    | Blancs et nuls | 453    | 1,68   |  |  |  |
| Exprimés                                                                          | Exprimés          | Exprimés       | 26 525 | 98,32  |  |  |  |
| Source : CEDN, vol. 20, t. 2, coll. « Revue de défense nationale », 1964, 1315 p. |                   |                |        |        |  |  |  |

### Circonscription de Saint-Pierre-et-Miquelon
| | Albert Briand sortant réélu | Sans étiquette | 1 246 | 54,48  |  |  |  |
| | Georges Blin                | Divers         | 793   | 34,67  |  |  |  |
| | Francis Leroux              | Divers         | 248   | 10,84  |  |  |  |
| |                             |                |       |        |  |  |  |
| Inscrits | Inscrits                    | Inscrits       | 3 009 | 100,00 |  |  |  |
| Abstentions | Abstentions                 | Abstentions    | 634   | 21,07  |  |  |  |
| Votants | Votants                     | Votants        | 2 375 | 78,93  |  |  |  |
| Blancs et nuls | Blancs et nuls              | Blancs et nuls | 88    | 3,71   |  |  |  |
| Exprimés | Exprimés                    | Exprimés       | 2 287 | 96,29  |  |  |  |
| Source : France, Ministère de l'intérieur. Les Elections législatives . Métropole., la Documentation française, 1967 (lire en ligne) |                             |                |       |        |  |  |  |

## Élections partielles en 1965

### Onzième circonscription de la Seine
Une élection législative a eu lieu en septembre 1965 dans cette circonscription à cause du décès du titulaire, Raphaël Touret, en juin.

## Élections partielles en 1966

### Neuvième circonscription de la Gironde
| | Robert Boulin élu | UNR-UDT        | 18 645 | 53,78  |  |  |  |
| | Jean Jambon       | SFIO           | 11 884 | 34,28  |  |  |  |
| | André Gaillard    | PCF            | 3 539  | 10,21  |  |  |  |
| | André Piganaux    | Divers         | 603    | 1,74   |  |  |  |
| |                   |                |        |        |  |  |  |
| Inscrits | Inscrits          | Inscrits       | 54 923 | 100,00 |  |  |  |
| Abstentions | Abstentions       | Abstentions    | 19 625 | 35,73  |  |  |  |
| Votants | Votants           | Votants        | 35 298 | 64,27  |  |  |  |
| Blancs et nuls | Blancs et nuls    | Blancs et nuls | 627    | 1,78   |  |  |  |
| Exprimés | Exprimés          | Exprimés       | 34 671 | 98,22  |  |  |  |
| Source : France, Ministère de l'intérieur. Les Elections législatives . Métropole., la Documentation française, 1968 (lire en ligne) |                   |                |        |        |  |  |  |